# Żaneta Nalewajk
Żaneta Nalewajk-Turecka (ur. 19 września 1977) – doktor habilitowana, profesor Uniwersytetu Warszawskiego, polska literaturoznawczyni, historyk literatury, komparatystka, edytorka, krytyczka literacka, animatorka kultury. Współzałożycielka (w 2005) kwartalnika „Tekstualia” oraz fundacji Between.Pomiędzy. Pracuje w Zakładzie Komparatystyki Instytutu Literatury Polskiej na Wydziale Polonistyki Uniwersytetu Warszawskiego. Specjalizuje się między innymi w historii literatury XX wieku i XXI wieku oraz w badaniach porównawczych (komparatystyka historyczna, pogranicza między literaturoznawstwem i filozofią, antropologia literatury). Interesują ją także literatura światowa oraz teoria i metodologia badań porównawczych. Jest autorką ponad stu publikacji literaturoznawczych. Jej teksty tłumaczone są na języki angielski, ukraiński, francuski, czeski, słoweński, bułgarski, węgierski, serbski i rosyjski.

## Życiorys
Pochodzi z Ostrołęki. W 2000 debiutowała jako krytyk na łamach ostrołęckiej „Pracowni”. W 2001 ukończyła studia na Wydziale Polonistyki Uniwersytetu Warszawskiego, gdzie w 2008 obroniła pracę doktorską „Problematyka cielesności w prozie Brunona Schulza i Witolda Gombrowicza” napisaną pod kierunkiem prof. dr hab. Hanny Gosk. W latach 2006–2008 wykładała na polonistyce i kulturoznawstwie w Szkole Wyższej Psychologii Społecznej w Warszawie. W latach 2006–2008 pracowała jako animatorka kultury i instruktorka w Domu Kultury Śródmieście w Warszawie, nadal współpracuje z tą instytucją. W latach 2005–2011 koordynowała tam spotkania literackie Stowarzyszenia Pisarzy Polskich oraz w latach 2006–2012 prowadziła autorskie zajęcia dla osób piszących „Laboratorium Literackie” oraz „Warsztaty krytycznoliterackie”. W latach 2008–2012 pracowała jako asystentka w Zakładzie Literatury XX wieku Instytutu Literatury Polskiej na Wydziale Polonistyki Uniwersytetu Warszawskiego, od grudnia 2012 podjęła pracę w Zakładzie Komparatystyki tego instytutu. Pracuje tam do dziś na stanowisku adiunkta. W 2016 uzyskała stopień naukowy doktor habilitowanej za pracę „Leśmian międzynarodowy – relacje kontekstowe. Studia komparatystyczne”.

## Pełnione funkcje
- Od 2005 redaktorka naczelna kwartalnika „Tekstualia Palimpsesty Literackie Artystyczne Naukowe”
- Od 2009 polska koordynatorka projektu wymiany przekładów w ramach projektu „Review within Review” („Czasopismo w czasopiśmie”)[7].
- Od 2014 kierowniczka studiów podyplomowych Szkoła Mistrzów. Studia technik pisarskich i prezentacji tekstu literackiego w Instytucie Literatury Polskiej na Wydziale Polonistyki Uniwersytetu Warszawskiego.
- członkini Zarządu Głównego Stowarzyszenia Pisarzy Polskich kadencji 2017–2020[8].
- 2017–2020 przewodnicząca Komisji kwalifikacyjnej przy Zarządzie Głównym Stowarzyszenia Pisarzy Polskich (kadencji 2017-2020).

## Członkostwo w organizacjach i stowarzyszeniach
- Od 2022 – członkini Polskiego PEN Clubu.
- 2013–2020 członkini Warszawskiego Oddziału Stowarzyszenia Pisarzy Polskich[9].
- Od 2016 – członkini Towarzystwa Literackiego im. Adama Mickiewicza.
- Od 2013[10] – członkini Polskiego Stowarzyszenia Komparatystyki Literackiej[3].

## Nagrody

### Nagrody krajowe
- Nagroda Indywidualna Rektora Uniwersytetu Warszawskiego za osiągnięcia organizacyjne, 2021.
- Finałowa Nagroda Naukowa Tygodnika „Polityka” w 2016[11].
- Nagroda Rektora Uniwersytetu Warszawskiego dla pracowników o szczególnych osiągnięciach badawczych lub dydaktycznych 2016[12].
- Nagroda indywidualna III stopnia Rektora Uniwersytetu Warszawskiego 2015[13].

### Nagrody międzynarodowe
- Nagroda dla redaktora przyznana w 2013 roku (Słowenia) przez koordynatorów projektu wymiany przekładów „Review within Review”[14][15].
- Nagroda serbskiego czasopisma „AKT” dla redaktora przyznana w 2011 roku.

## Wybrane publikacje

### Książki autorskie
1. W stronę perspektywizmu. Problematyka cielesności w prozie Brunona Schulza i Witolda Gombrowicza, słowo/obraz terytoria, Gdańsk 2010.
2. Leśmian międzynarodowy – relacje kontekstowe. Studia komparatystyczne, Towarzystwo Autorów i Wydawców Prac Naukowych „Universitas”, Kraków 2015.
3. Leśmian Internationally: Contextual Relations. A Comparative Studies, trans. Klara Naszkowska and Alan Lockwood, red. Tomasz Wiśniewski, Berlin: Peter Lang 2020.

### Książki redagowane (naukowe)
1. Edgar Allan Poe, Eureka. Poemat prozą, tłum. Marian Polak-Chlabicz, oprac. Żaneta Nalewajk, Marek Wilczyński, pod red. Żanety Nalewajk, Wydawnictwa Uniwersytetu Warszawskiego, Warszawa 2023.
2. Borys Pasternak, Listy, tłum. Seweryn Pollak, oprac. Ewangelina Skalińska, pod red. Ewangeliny Skalińskiej, Piotra Mitznera i Żanety Nalewajk, Wydawnictwa Uniwersytetu Warszawskiego, Warszawa 2023.
3. Borys Pasternak, Szkice, wybór i tłum. Seweryn Pollak, pod red. Katarzyny Gędas, Piotra Mitznera i Żanety Nalewajk, Wydawnictwa Uniwersytetu Warszawskiego, Warszawa 2021.
4. Leśmian w Europie i na świecie, pod red. naukową Żanety Nalewajk i Magdaleny Supeł, Wydawnictwa Uniwersytetu Warszawskiego, Warszawa 2019.
5. Edward Kasperski, Tropami Norwida. Studia – interpretacje – paralele, pod red. naukową Żanety Nalewajk, Wydział Polonistyki Uniwersytetu Warszawskiego, Warszawa 2018.
6. Edward Kasperski, Metody i metodologia (metodologia ogólna, nauki humanistyczne, wiedza o literaturze). Podręcznik akademicki, pod red. naukową Żanety Nalewajk, Wydział Polonistyki Uniwersytetu Warszawskiego, Warszawa 2017.
7. Sekundy (i) epoki. Czas w literaturze polskiej po 1989 roku, pod red. naukową Żanety Nalewajk, red. prowadząca Magdalena Mips, Dom Wydawniczy Elipsa, Warszawa 2013.
8. Romantyzm Drugiej Wielkiej Emigracji, pod red. naukową Żanety Nalewajk, przy współpracy Magdy Nabiałek, Magdaleny Mips i Joanny Jastrzębskiej, Dom Wydawniczy Elipsa, Warszawa 2012.
9. Podmiot w literaturze polskiej po 1989 roku. Antropologiczne aspekty konstrukcji, pod red. naukową Żanety Nalewajk. Warszawa 2011.
10. Edgar Allan Poe – niedoceniony nowator, pod red. naukową Edwarda Kasperskiego i Żanety Nalewajk, Oficyna Wydawnicza Atut, Wrocław 2010.
11. Edgar Allan Poe. Klasyk grozy i perwersji (i nie tylko), pod red. naukową Edwarda Kasperskiego i Żanety Nalewajk, Wydawnictwa Uniwersytetu Warszawskiego, Warszawa 2009.

### Edycja źródeł
1. Edgar Allan Poe, Eureka. Poemat prozą, tłum. Marian Polak-Chlabicz, oprac. Żaneta Nalewajk, Marek Wilczyński, pod red. Żanety Nalewajk, Wydawnictwa Uniwersytetu Warszawskiego, Warszawa 2023.
2. Borys Pasternak, Listy, tłum. Seweryn Pollak, oprac. Ewangelina Skalińska, pod red. Ewangeliny Skalińskiej, Piotra Mitznera i Żanety Nalewajk, Wydawnictwa Uniwersytetu Warszawskiego, Warszawa 2023.
3. Borys Pasternak, Szkice, wybór i tłum. Seweryn Pollak, pod red. Katarzyny Gędas, Piotra Mitznera i Żanety Nalewajk, Wydawnictwa Uniwersytetu Warszawskiego, Warszawa 2021.
4. Edward Kasperski, Tropami Norwida. Studia – interpretacje – paralele, pod red. naukową Żanety Nalewajk, Wydział Polonistyki Uniwersytetu Warszawskiego, Warszawa 2018.
5. Edward Kasperski, Metody i metodologia (metodologia ogólna, nauki humanistyczne, wiedza o literaturze). Podręcznik akademicki, pod red. naukową Żanety Nalewajk, Wydział Polonistyki Uniwersytetu Warszawskiego, Warszawa 2017.
6. Rytm twórczego życia. Jubileuszowe rozmowy o literaturze, pod red. Iwony Smolki, Żanety Nalewajk oraz zespołu redakcyjnego kwartalnika „Tekstualia”, fundacja terytoria książki, Gdańsk 2013.

### Wybory tekstów literackich
1. Leszek Szaruga, Wybór z Księgi. Cykle sylwiczne, fragmenty, wiersze, wybór, posłowie i oprac. Żaneta Nalewajk, Miniatura, Kraków 2016.
2. Jerzy Zagórski, Wiersze wybrane, seria Biblioteka Zapomnianych Poetów, t. 16, Wydawnictwo Ośrodek "Brama Grodzka – Teatr NN", Lublin 2019